# Andresjärve
Andresjärve este o arie protejată (arie specială de conservare — SAC, sit de importanță comunitară — SCI) din Estonia întinsă pe o suprafață de 3,4 ha, integral pe uscat.

## Localizare
Centrul sitului Andresjärve este situat la coordonatele 58°05′33″N 26°06′14″E / 58.0925°N 26.1038°E.

## Înființare
Situl Andresjärve a fost declarat sit de importanță comunitară în aprilie 2004 pentru a proteja 1 specie de animale. Situl a fost protejat și ca arie specială de conservare în decembrie 2005.

## Biodiversitate
Situată în ecoregiunea boreală, aria protejată conține 1 habitat natural: Ape puternic oligomezotrofe cu vegetație bentonică cu Chara spp..
La baza desemnării sitului se află o specie protejată de  mamifere: liliac de iaz (Myotis dasycneme).